# Downsizing
Downsizing — термин в космологии и астрофизике, которым обозначают феномен образования крупных галактик раньше мелких. Теоретические иерархические модели предсказывают обратную картину: вначале образуются мелкие, затем крупные. Первое употребление встречается в статье Cowie в 1996 году. С тех пор эффект активно исследуется, предполагается, что причина подобного феномена — «обратные» эффекты при формировании галактик.